# Динка, Фонгум Горджи
Фонгум Горджи Динка (род. 22 июня 1930, Камерун) — камерунский юрист и политический деятель. Фон народа Видекум.

## Биография
Стал известен во время Англоязычного кризиса в Камеруне, выступая за увеличение количества прав для англоязычных камерунцев. Так же он был президентом Камерунской ассоциации адвокатов.
Динка первым использовал понятие «Амбазония» в 1984 году.
Совместно с Бернардом Фонлоном является автором[чего?] The New Social Order, которое гласило, что англоязычная часть камерунцев может отделиться от франкоязычной.
В мае 1985 года был задержан из-за своих протестов против камерунского правительства и был под арестом до февраля 1986 года. После освобождения сбежал в Нигерию. В 2005 году Комиссия по правам человека ООН встала на сторону Динки и постановила выплатить ему компенсацию за нарушения прав человека, через которые он прошёл.